# Полемон (сын Андромена)
Полемон (др.-греч. Πολέμων) — участник походов Александра Македонского. После смерти Александра находился рядом с братом Атталом, который включился в борьбу за власть. После 320 года до н. э. попал в плен к Антигону и через несколько лет умер.

## Биография
Полемон был младшим из четырёх сыновей представителя знатного верхнемакедонского рода Тимфеи Андромена. По материнской линии он являлся племянником знаменитого военачальника и диадоха Полиперхона. Предположительно родился чуть позднее 350 года до н. э.
В античных источниках Полемон впервые упомянут в связи с событиями 330 года до н. э., когда его братья были арестованы по подозрению в участии в заговоре Филоты. Александр припомнил братьям Полемона дружбу с Филотой, а также указал на письма своей матери Олимпиады, в которых она обвиняла сыновей Андромена в преступных замыслах против сына. Подозрения усилил сам Полемон, который, узнав о пытках Филоты, бежал из лагеря. Квинт Курций Руф писал, что к этому времени Полемон «едва достиг юношеского возраста» Соответственно, в армии Александра Македонского он выполнял роль либо царского пажа, либо гипасписта.
На суде перед войсковым собранием Аминта произнёс яркую экспрессивную речь и был вместе с братьями оправдан. В античных источниках существует две версии относительно дальнейшей судьбы Полемона. Согласно Арриану, Аминта сразу же после оправдания обратился к войсковому собранию с просьбой отправиться за братом. После того как Полемона привели к Александру, все обвинения были окончательно сняты. Согласно Квинту Курцию Руфу, Полемона схватили и привели на суд. Юноша стал плакать, сетуя, что его трусость поставила братьев под удар. На это Аминта сказал: «Безумный, тебе следовало плакать тогда, когда ты вонзал шпоры в своего коня, покинув братьев и присоединившись к дезертирам. Несчастный куда и для чего ты бежал?» Полемон признал свою вину перед братьями. После этого войсковое собрание и Александр сняли со всех братьев все обвинения. Более того Александр попросил Аминту простить брата. Следует учитывать, что казнь Аминты с братьями была невыгодна для Александра. Во-первых, тимфейский полк, которым руководил Аминта, мог взбунтоваться. Во-вторых, брат Аминты Аттал был другом детства и доверенным лицом самого Александра. Возможно, таким образом, путём трогательных сцен примирения, царь добивался популярности среди своих воинов.
После скорой смерти Аминты командование над таксисом тимфейцев перешло к Атталу. В 323 году до н. э. умер Александр. Аттал женился на сестре регента империи Пердикки Аталанте. После этой свадьбы Полемон вслед за братом вошёл в так называемую «партию Пердикки» — военачальников, которые в последовавшей за смертью Александра борьбе за власть поддерживали Пердикку. С этого времени Полемон стал сопровождать брата в его военных походах. Пердикка поручил Атталу командование флотом, с которым тот блокировал дельту Нила. К этому времени относится неудачная попытка Аттала и Полемона выкрасть гробницу Александра. Остаётся неясным, кто из братьев руководил вылазкой, а кто оставался на кораблях.
После убийства Пердикки взбунтовавшимися солдатами Полемон вместе с братом отплыли в Малую Азию, где были наиболее сильными позиции «партии Пердикки». Там они соединились Алкетой, который управлял Писидией. Вскоре к ним прибыли послы от Эвмена с предложением союза. Военачальники приняли и выслушали послов, однако на военном совете приняли фатальное для них решение. Ответ звучал: «Алкета — брат Пердикки, Аттал — его зять, а Полемон — брат последнего, им подобает начальство и их распоряжениям должен подчиниться Эвмен». Вскоре Антигон, желая окончательно уничтожить «партию Пердикки», совершил форсированный марш из Каппадокии в Писидию, чем застал войско Алкеты и Аттала врасплох. Антигон занял горные вершины и проходы ещё до того, как враг осознал его близость. В последовавшем сражении у Кретополя Аттал вместе с Полемоном и другими военачальниками попал в плен и был заключён в одну из крепостей Фригии.
Согласно Диодору Сицилийскому, в 317 году до н. э. Атталу пленным удалось обмануть стражу и даже захватить крепость. Пока они спорили относительно дальнейших действий, к крепости подошли другие отряды Антигона. Аттал и Полемон с товарищами оказались в осаде, которая продлилась год и четыре месяца. По всей видимости, Полемон погиб во время осады, так как никаких других свидетельств о его жизни нет.